# Église d'Almesåkra
L'église d'Almesåkra est une église paroissiale située à Almesåkra, dans le diocèse de Växjö, en Suède.

## Historique
Il est probable que la première église d'Almesåkra ait été construite vers 1200, voir antérieurement. L'église médiévale fut reconstruite au XVIe siècle par une nouvelle église, en bois, qui brûla vers le XVIIe siècle. Une nouvelle église en bois fut reconstruite en 1694. Elle est décrite comme petite, avec un beffroi.
Au XIXe siècle, l'étroitesse de l'église mena à sa reconstruction et son inauguration en 1870 par l'évêque de Växjö, Henry Gustav Hultman.

## Mobilier
L'église possède des fonts baptismaux du XIIe siècle, ainsi qu'une Madone du XIIIe siècle et des sculptures du XVe siècle.

## Sources
- Våra kyrkor. Västervik: Klarkullen AB. 1990. Sid. 333. Libris 7794694.  (ISBN 91-971561-0-8)
- Ulf Vibeke (1986). Kyrkor i Jönköpings län. Del 2. Jönköping: Rudan AB och Smålandsbygdens tidning. Libris 567345.  (ISBN 91-970744-1-1)